# Tony Hohlfeld
Tony Hohlfeld (* 24. August 1989 in Grimma) ist ein deutscher Koch.

## Leben
Nach der Ausbildung im Maritim Airport Hotel Hannover wechselte Hohlfeld zum Hotel Adlon in Berlin. Dann ging er zurück nach Hannover, wo er 2013  Küchenchef des Restaurants Ole Deele  wurde. Im Folgejahr erhielt das Restaurant einen Michelinstern.
2015 eröffnete Hohlfeld sein eigenes Restaurant Jante in Hannover, das er mit seiner Lebenspartnerin und Sommelière Mona Schrader betreibt. 2016 wurde das Restaurant mit einem Michelinstern ausgezeichnet. 2020 kam ein zweiter Michelinstern hinzu.

## Veröffentlichung
- Robert Kroth, Tony Hohlfeld: Das neue Nachbarn Kochbuch. 8 Länder, 8 Köche, 50 Rezepte für mehr Miteinander, Hannover: Schlütersche Verlagsgesellschaft 2016, ISBN 978-3-89993-741-1.